# Abby Wambach
Abby Wambach, właśc. Mary Abigail Wambach (ur. 2 czerwca 1980 w Pittsfordzie) – amerykańska piłkarka, była zawodniczka Uniwersytetu Florydy, reprezentantka Stanów Zjednoczonych, uczestniczka Mistrzostw Świata kobiet w piłce nożnej w 2003 roku w Stanach Zjednoczonych (III miejsce) i w 2007 roku w Chinach (III miejsce), złota medalistka Letnich Igrzysk Olimpijskich w 2004 roku w Atenach (gdzie zdobyła 4 bramki, w tym zwycięską w dogrywce finału) oraz złota medalistka Letnich Igrzysk Olimpijskich w 2012 roku w Londynie.
W sumie w 255 meczach reprezentacji narodowej seniorek zdobyła 184 bramki, co stanowi rekord zarówno w kobiecej, jak i męskiej piłce.
Jako najskuteczniejszy strzelec w kraju 23 czerwca 2008 dostała powołanie do kadry Stanów Zjednoczonych na Letnie Igrzyska Olimpijskie w Pekinie. 16 lipca 2008 w ostatnim meczu-sprawdzianie przed odlotem do Chin, z Brazylią, zderzyła się z obrończynią brazylijską Andreia Rosa, łamiąc podstawowe kości nośne w lewej nodze. Złamaniu uległy kość piszczelowa i strzałkowa. Jej przerwa w grze trwała 12 tygodni, przez co nie zagrała na igrzyskach w Pekinie.
W 2013 na jednej z hawajskich plaż zawarła związek małżeński z koleżanką klubową Sarah Huffman.
Była częścią drużyny, która w 2015 roku wygrała Mistrzostwa Świata w Piłce Nożnej Kobiet rozgrywane w Kanadzie. Amerykanki pokonały w finale zespół Japonii wynikiem 5:2. Podczas turnieju Wambach rozegrała 7 spotkań i strzeliła jedną bramkę.
Ostatni mecz w karierze zawodniczej rozegrała 16 grudnia 2015 roku w Nowym Orleanie, gdzie Amerykanki podejmowały Chinki w ostatnim meczu podczas Victory Tour.